# José Basalisa
José Tiago Ferreira Basalisa (Lisboa, 6 de Agosto de 1871 – Carnaxide, 4 de Março de 1961) foi um pintor, azulejista e sobretudo pintor de frescos português.

## Biografia
Entre os 14 e os 15 anos de idade sugestionou-se pela escultura em madeira e pedra.
Depois veio a revelação da cor.
A vocação artística revelou-se quando frequentava a escola primária na Boa- Hora (Ajuda, Lisboa). Com Mestre Mendes, em Pedrouços, aprendeu desenho livre e pintura, com Mestre Casanova recebeu os ensinamentos da aguarela numa escola industrial que funcionava na Casa Pia de Lisboa.
Insatisfeito, e remando contra as marés do tempo, assístia às aulas nocturnas da Sociedade Nacional de Belas-Artes, aperfeiçoando-se com os melhores professores da época: José Malhoa, Columbano Bordalo Pinheiro, José Veloso Salgado, e Condeixa.
Morava então na sua casa de Carnaxide e fazia o percurso a pé, por caminhos maus e escuros até Algés e depois seguia para para a S.N.B.A. em Lisboa.
Trabalhou em várias oficinas de pintores da época; na de Eugénio Cotrim, mestre do claro-escuro, encontrou outros pintores excepcionais como Justino Monteiro.
Trabalhou também na oficina de Pereira Cão, célebre azulejista e pintor da época. Mais tarde abriu a sua própria oficina de azulejaria na Rua da Arrábida em Lisboa.
Trabalhou com outros artistas notáveis, entre outros Rafael Bordalo Pinheiro e Luís Manini, mas foi com o pintor Domingos Costa que mais evoluiu.
Fez decorações em diversos palácios e residências, em pintura mural, óleo s/ tela, e azulejos.
Desde muito novo esteve filiado aos diversos movimentos culturais do fim do século XIX, romantismo, naturalismo, positivismo, simbolismo e socialismo.
Como Antero de Quental, Teófilo Braga, Manuel de Arriaga, Emile Zola, separou-se rápidamente do catolicismo tradicional; não era anticlerical, foi adepto das "novas harmonias sociais", germe e o cimento da revolução repúblicana em Portugal.

### Algumas obras
- As Pionias 1906 (menção honrosa SNBA)
- As Três Graças 1910 (Quinta da Regaleira, Sintra)
- Azulejos – Painéis circa1920 (Quinta do Pombal, Sintra)
- Abóbora Menina 1944 (2a medalha SNBA)
- Auto-retrato 1953 (1a medalha SNBA)